# Acte de La Haye

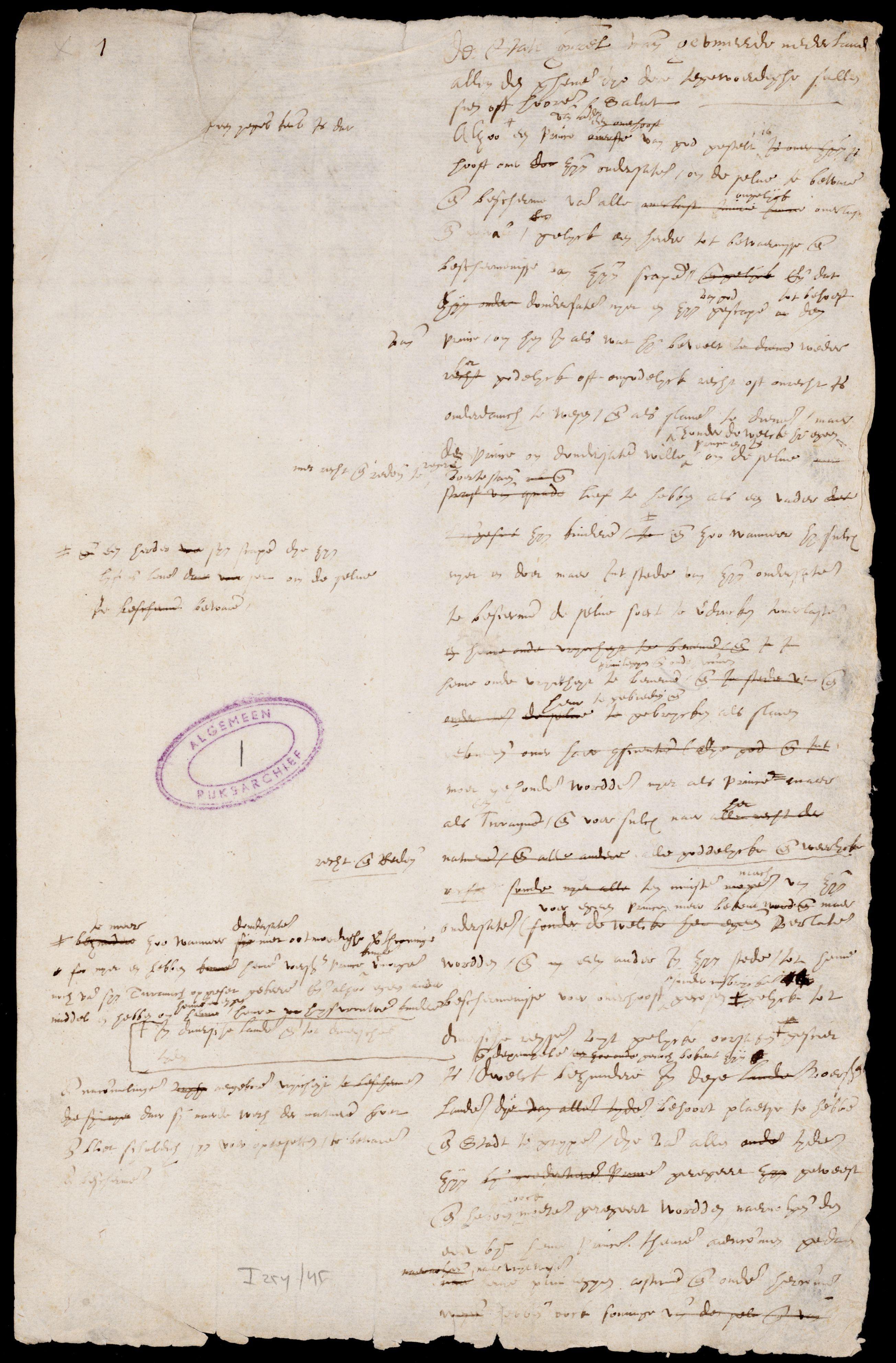
Première page de l'acte d'Abjuration.

L'acte de La Haye ou  acte de déposition de La Haye (en néerlandais acte van Verlatinghe, littéralement : « acte d'abandon »), aussi appelé abjuration de La Haye, est un acte constitutionnel des États généraux des Pays-Bas promulgué le 26 juillet 1581, privant Philippe II, roi d'Espagne, de tous ses droits sur les dix-sept provinces des Pays-Bas, au cours de la guerre d'indépendance (appelée a posteriori guerre de Quatre-Vingts Ans) menée depuis 1568 sous le commandement de Guillaume d'Orange. 
Il constitue la proclamation d'indépendance des dix-sept provinces des Pays-Bas, mais seulement sept d'entre elles accèdent effectivement à l'indépendance et forment la république des Sept Provinces-Unies des Pays-Bas (en abrégé : les Provinces-Unies), situation reconnue par le roi d'Espagne par le traité de Munster de 1648. 
Cet acte a inspiré la déclaration d'indépendance des États-Unis d'Amérique de 1776.

## Contexte

### Les Pays-Bas espagnols
Les dix-sept provinces des Pays-Bas, de la Frise à l'Artois (mise à part la principauté épiscopale de Liège), sont une entité issue de l'État bourguignon de Charles le Téméraire, échue à Charles Quint, son arrière-petit-fils, né en 1500 à Gand (Comté de Flandre) devenu par d'autres héritages chef de la maison de Habsbourg et roi d'Espagne, élu empereur germanique en 1519. 
Le statut des Pays-Bas a été redéfini en 1549 par une pragmatique sanction de Charles Quint, qui en a fait une entité séparée du Saint Empire, devant revenir à son fils Philippe.
En 1555, Charles Quint abdique ses fonctions, attribuant à Philippe la couronne d'Espagne en plus des dix-sept provinces (ainsi que la Franche-Comté), tandis que ses possessions autrichiennes (Hongrie, Bohême, archiduchés autrichiens, etc.) reviennent à son frère Ferdinand, qui est élu empereur.
Philippe II est représenté dans chaque province (non en tant que roi d'Espagne, mais que comte de Flandre dans le comté de Flandre, duc de Brabant dans le duché de Brabant, etc.) par un gouverneur (stathouder) et au niveau de l'ensemble par un gouverneur général, assisté par le Conseil d’État. Chaque province a une représentation (les états provinciaux), mais il existe aussi des états généraux des Pays-Bas. 
Le gouverneur général en 1581 est Alexandre Farnèse, petit-fils de Charles Quint.

### Les débuts de la guerre d'indépendance (1566-1579)
Les tensions, politiques (rôle de la noblesse locale) et religieuses (problème du protestantisme), entre les élites néerlandaises et Philippe II aboutissent en 1566 à une crise et au début de la « révolte des Gueux », qui, en 1568, se transforme en guerre lorsque le prince Guillaume d'Orange, membre du Conseil d’État et chef de file de la noblesse, lance une offensive contre l'armée du duc d'Albe, gouverneur général depuis 1567.

### Les circonstances de l'acte de déposition (1579-1581)
Une rupture entre les provinces a lieu en 1579 lorsque celles du sud (catholiques) forment l'union d'Arras, ce qui amène les autres à former l'union d'Utrecht. 
C'est dans le cadre de l'union d'Utrecht que va être décidée la déposition de Philippe II.

## La déposition de Philippe II

### L'acte de déposition
Les rédacteurs prennent soin de cacher ses fondements révolutionnaires quant à la déposition de Philippe comme souverain des Dix-Sept Provinces. Le terme d'« abjuration » est apocryphe puisque le texte original utilise plutôt le terme néerlandais « abandonner » (verlaten). Selon le texte, c'est Philippe II qui, par ses exactions, a abandonné les provinces, et non pas l'inverse.
Il s'agit d'un texte assez long commençant par les formules en usage (« Les Estats Généraux des Provinces-Unies du Païs-Bas, A tous ceux qui ces presentes verront, ou orront lire, Salut »), et comportant quatre parties : 
1) des considérations générales sur les devoirs des princes envers leurs sujets, s'ils ne veulent pas être considérés comme des tyrans : « les Sujects ne sont pas créez de Dieu pour l'usage du Prince... », «... mais le Prince est pour les Sujects, sans lesquels il ne peut estre Prince, afin de gouverner selon droict & raison, les maintenir et aymer comme un Pere ses Enfans, ou un Pasteur ses Brebis... » ; «... quand il ne le fait pas, mais qu'au lieu de défendre ses Sujects, il cherche de les oppresser, & de leur oster leurs Privilèges, & anciennes Coustumes, leur commander & s'en servir comme d'esclaves, il ne doibt pas estre tenu pour Prince, ains [mais] pour Tyran » ; dans ce cas, « ses Sujects, selon droict & raison, ne le peuvent plus recognoistre pour leur Prince, notamment quand cela se faict avec délibération & authorité des Estats du Pays, mais on le peut abandonner, & en son lieu choisir un autre ... pour Chef & Seigneur, qui les deffende... » ;
2) un réquisitoire historique assez détaillé contre Philippe II, qui est explicitement mis en opposition avec son père Charles Quint et avec sa demi-sœur la régente (de 1559 à 1567) Marguerite de Parme. Le texte met en cause le « Conseil d'Espagne », les conseillers espagnols de Philippe qui voulaient qu'il traite les Pays-Bas « comme le royaume de Naples ou les Indes » et l'ont encouragé à agir par la force armée ; les décisions de Philippe II pour prendre le contrôle de l'Eglise catholique néerlandaise et promouvoir l'Inquisition espagnole ; la crise de 1566 (l'affaire du Compromis des Nobles) ; le gouvernorat tyrannique du duc d'Albe (notamment la condamnation à mort des comtes d'Egmont et d'Horn) ; ses exactions fiscales et militaires ; les violences commises par des troupes espagnoles hors de contrôle à Bruxelles, Alost, Maastricht et Anvers ; le double jeu de Philippe, faisant semblant de condamner ces violences, alors qu'il les approuvait en réalité, comme le démontrent des « Lettres interceptées » par les insurgés [le texte mentionne à trois reprises l'interception de courrier espagnol] ; 
3) la déposition : « SCAVOIR FAISONS, que consideré ce que dessus, & l'extrême necessité nous pressant, comme a esté dit, nous avons, par commun Accord, déliberation & consentement, déclaré & déclarons le Roy d'Espaigne decheu, ipso Jure, de sa Souveraineté, Droit & Héritage de ces Pays » ;
4) les conséquences de cette déposition : abrogation de tous les serments de loyauté envers Philippe ; mise au rebut des sceaux espagnols, avec les indications sur les sceaux à utiliser désormais ; interdiction d'émettre des monnaies au nom de Philippe II, etc.

### Provinces signataires (par ordre de signature)
- Le duché de Brabant
- Le duché de Gueldre et le comté de Zutphen
- Le comté de Flandre
- Le comté de Hollande
- Le comté de Zélande
- La seigneurie de Frise
- La seigneurie de Malines
- La seigneurie d'Utrecht

## Suites

### La recherche d'un nouveau souverain
Depuis l'Union d’Utrecht, et jusqu'au début du siècle suivant, voire à la trêve de douze ans de 1609-1621, Guillaume Ier d'Orange-Nassau , puis, après sa mort en 1584, les états généraux, se sont efforcés de trouver un monarque « constitutionnel » pour remplacer Philippe. 
Le duc François d'Anjou a accepté ce rôle pendant un certain temps, puis a constaté qu'il ne pouvait pas rester à la tête des insurgés néerlandais, d'autant plus que son titre n’était que nominal, les états généraux et Guillaume d'Orange exerçant le pouvoir réel. 
En 1585, Henri III de France et Élisabeth Ire d'Angleterre se virent, l'un à la suite de l’autre, offrir la couronne du pays par les états généraux. Tous deux refusèrent. 
Les Provinces-Unies basées sur l'Union d’Utrecht prirent ainsi, par défaut, la forme républicaine[réf. nécessaire]. Et encore là, certains stadhouders, dont Maurice de Nassau au siècle suivant, subirent des pressions (intérieures et extérieures, dont celles de Henri IV de France) pour ramener à la monarchie la jeune république néerlandaise.

### La guerre après la déposition
Une des premières opérations menée par le gouverneur général Alexandre Farnèse est le siège de Tournai, ville située à la limite entre les deux groupes de provinces. Le siège commence le 4 octobre et s'achève le 30 novembre par la prise de la ville.
Par la suite, le comté de Flandre sera presque entièrement reconquis par les Espagnols, ainsi qu'une grande partie du duché du Brabant et une petite partie de la Gueldre. 
De facto, la république des Provinces-Unies se limite aux sept provinces de Hollande, Zélande, Gueldre, Overijssel, Frise, Groningue et Utrecht, et aux pays de la Généralité, administrés par les États généraux : le Brabant néerlandais et le Limbourg néerlandais, réunis sous la dénomination de « Brabant des États » (ce statut spécial résulte de leur peuplement presque entièrement catholique et de leur situation au contact des Pays-Bas espagnols ; c'est une zone fortement militarisée) ; la Drenthe, située au nord-est du pays (en raison de sa pauvreté).

### L'indépendance judiciaire
Les provinces du nord ont également affirmé leur indépendance judiciaire. En 1582, elles quittent la juridiction du Grand Conseil de Malines, et créent leur propre tribunal supérieur : un Haut Conseil de Hollande, Zélande, et Frise occidentale . Seules ces trois provinces ont reconnu ce Haut Conseil ; les autres ont préféré rester autonomes à cet égard et ont organisé une révision d'une manière différente.

### Texte de l'acte de la Haye
- Texte en néerlandais
- Texte bilingue, dans Jean Dumont, Corps universel diplomatique du droit des gens, tome 5, partie 1, Amsterdam, 1728, page 413 [le texte français est reproduit par la référence suivante)
- Texte en français (Declaration des Etats Généraux des Provinces-Unies, que Philippe II. est déchu du Droit de Souveraineté qu'il avait sur lesdites Provinces) sur le site de l'université de Perpignan.

La traduction en français proposée est tirée de : 
- Emanuel de Meteren (1535-1612), L'Histoire des Pays-Bas d'Emanuel de Meteren ... de 1315 à 1612, La Haye, Hillebrant Jacobz Wou, 1618, disponible sur Google Books